# Congregazione della Dottrina Cristiana

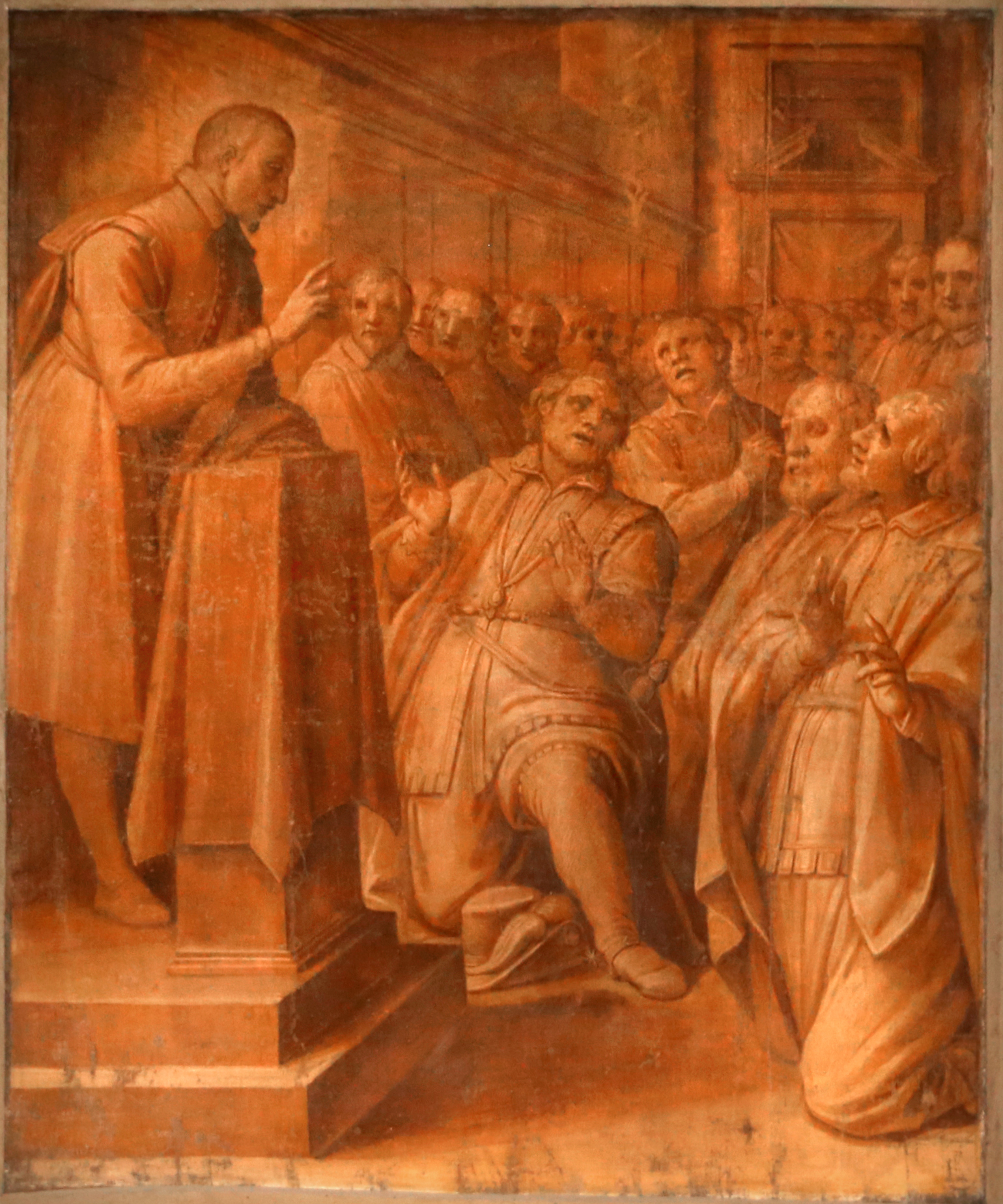
Predica di Ippolito Galantini, XVII secolo, oratorio dei Vanchetoni, Firenze

La Congregazione della Dottrina Cristiana, o arciconfraternita di San Francesco detta dei Vanchetoni, è una confraternita di Firenze, fondata nel 1602 dal beato Ippolito Galantini.
Tuttora esistente, a questa congregazione appartiene l'oratorio di San Francesco dei Vanchetoni.

## Storia

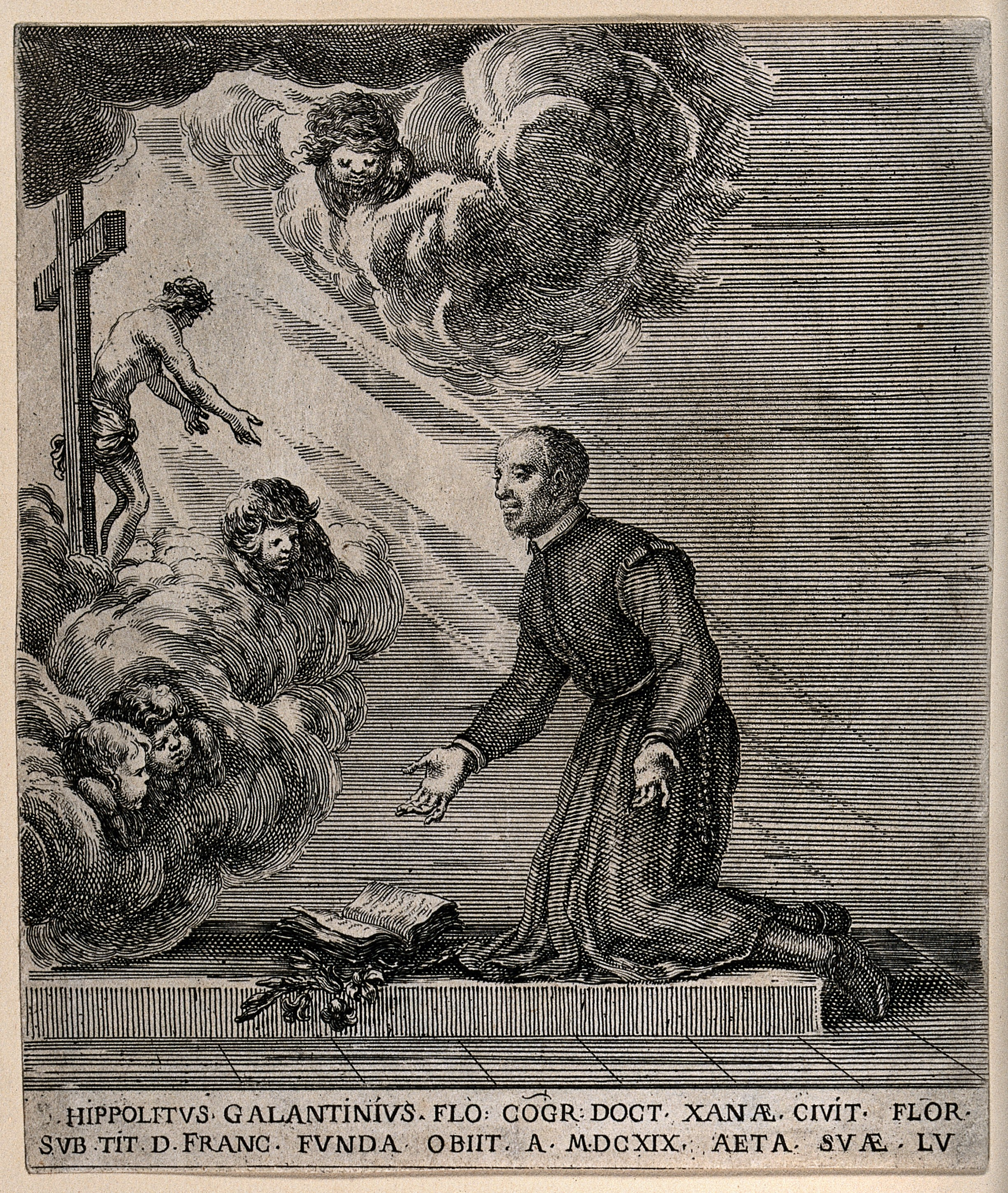
Ippolito Galantini

Il tessitore Ippolito Galantini, dopo essersi istruito religiosamente nella scuola gesuitica di San Giovannino, venne scelto nel 1582, a soli diciassette anni, come guardiano della scuola di dottrina per l'insegnamento del catechismo ai fanciulli, istituita dal cardinale Alessandro de' Medici in ottemperanza alle prescrizioni del concilio di Trento. Il luogo delle riunioni era quello della cappella di San Benedetto accanto alla chiesa di Santa Lucia sul Prato, già utilizzato dalla locale Compagnia del Sacramento. Galantini organizzò la scuola di catechismo in maniera eccellente, dividendola in classi distinte per età.
Sulla base di questa esperienza e del successo riscontrato, il Galantini cercò una nuova sede, più ampia, per la sua attività, ottenendo un terrno in via Palazzuolo dai frati francescani di Ognissanti e fondando, il 14 ottobre 1602, la confraternita chiamata "di San Francesco e della Dottrina Cristiana". Divenne presto nota per il fervore devozionale e per l'intransigenza morale che instradava i fanciulli, soprattutto quelli delle classi più povere, dei lavoratori che erano costretti a lasciarli soli la maggior parte della giornata, e di strada, verso una vita più coscienziosa e regolare. Il 4 ottobre 1603 l'oratorio fu officiato per la prima volta in onore alla festa di San Francesco, anche se la conclusione ufficiale dei lavori si ebbe soltanto nel 1604. Nel 1619 il fondatore scomparve e da allora i confratelli, che erano laici al pari dello stesso Ippolito, si dedicarono assiduamente all'assistenza dei poveri e all'educazione evangelica dei bambini, godendo di grande prestigio. Nel 1620, grazie agli aiuti munifici di Maria Maddalena d'Austria, moglie di Cosimo II, e dell'arcivescovo Alessandro de' Medici, futuro papa Leone XI, l'oratorio fu ingrandito e decorato (nel 1633-1640) da alcuni dei migliori artisti della scena fiorentina. Nel 1626 i Capitoli della pia istituzione furono approvati ufficialmente dall'arcivescovo di Firenze Alessandro Marzi Medici.

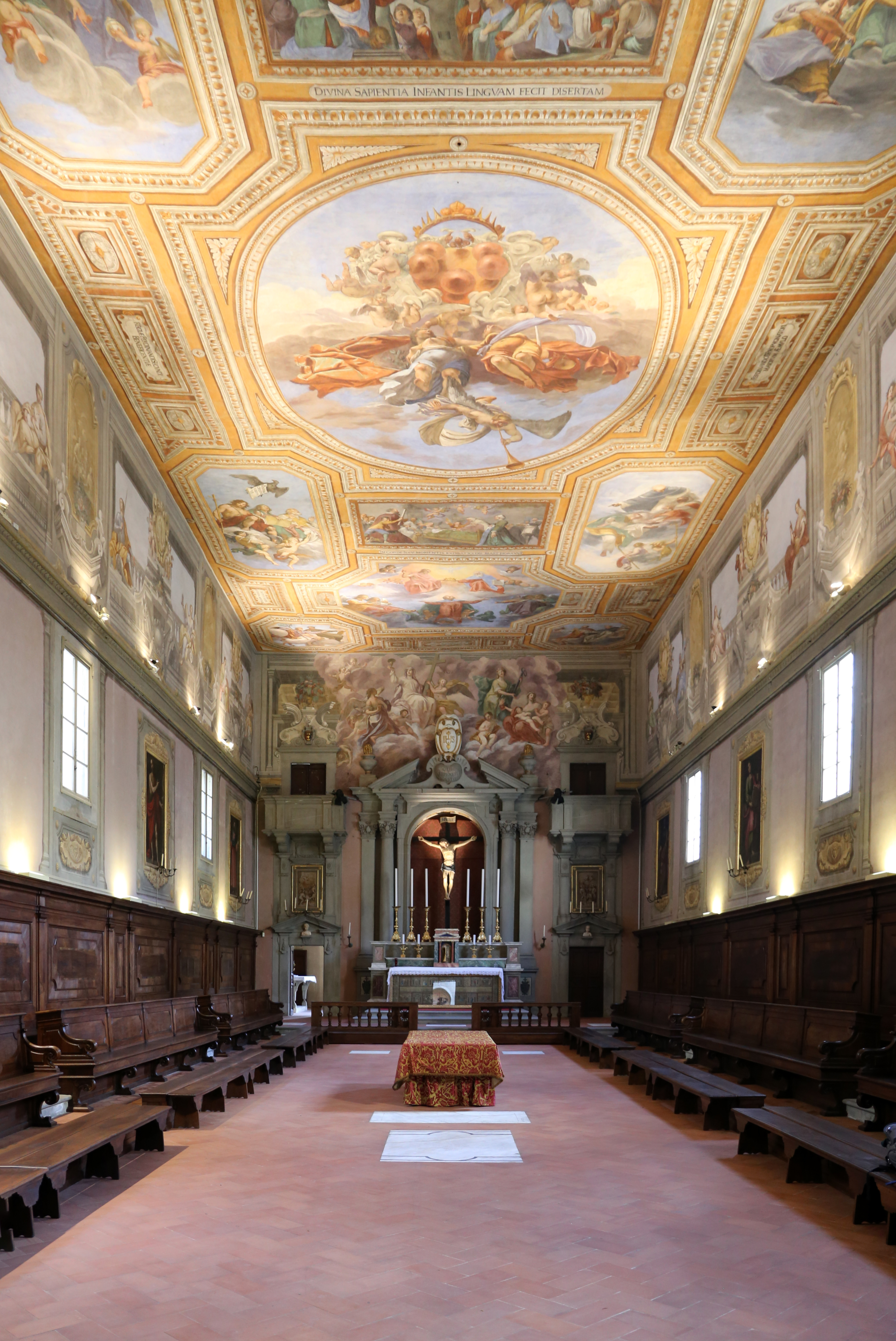
L'interno dell'oratorio dei Vanchetoni

I confratelli erano noti per l'atteggiamento sempre serio e riservato, soprattutto nelle processioni, tanto che vennero soprannominati popolarmente i "van-chetoni", cioè quelli che vanno cheti, in silenzio; ma erano chiamati anche i "bacchettoni", perché usavano una bacchetta per tenere a freno i fanciulli (o anche per tendere un sacchetto per raccogliere le elemosine), termine che poi è entrato nell'italiano per indicare una persona ostentatamente religiosa e intransigente.
Nel censimento del 1783, la confraternita è ricordata con settanta iscritti, fra sacerdoti e laici, questi ultimi per lo più artigiani. La confraternita fu una delle nove risparmiate dal motu proprio di soppressione di Pietro Leopoldo del 21 marzo 1785.
Ai confratelli, che nel frattempo avevano venduto una parte del patrimonio artistico mobile (oggi in alcuni famosi musei del mondo), restò l'oratorio, alcuni appartamenti e l'obbligo della preghiera.
Il Galantini, già chiamato da papa Leone XI l'"apostolo di Firenze", fu beatificato nel 1825 da Leone XII. La sua festa si celebra il 3 ottobre, alla vigilia di quella di san Francesco d'Assisi.

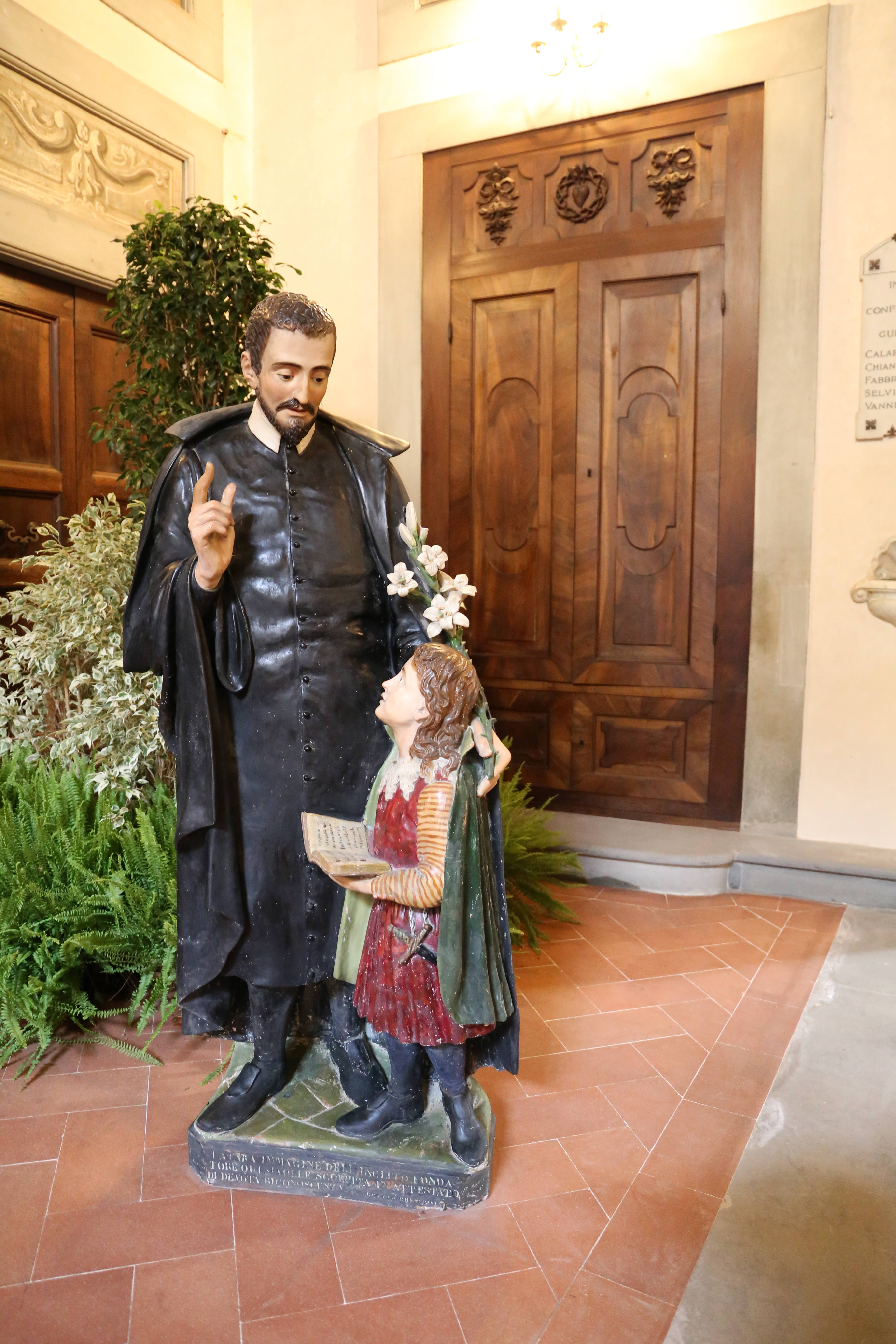
Il beato Galantini con un fanciullo, statua nel vestibolo dell'oratorio dei Vanchetoni

Nel 2008 venne però rilevato come la confraternita non rispettasse più le finalità religiose dello Statuto, tanto che Comune e Regione la dichiararono soppressa, facendo confluire i suoi beni nell'Arcidiocesi. Tuttavia si aprì un contenzioso che si è protratto per un decennio, e chedi fatto segnò la chiusura dell'oratorio, sebbene nel frattempo interessato da restauri. Conclusa la vertenza con il mantenimento della confraternita, l'oratorio è stato riaperto solennemente il 4 ottobre 2019.

## Pratiche religiose

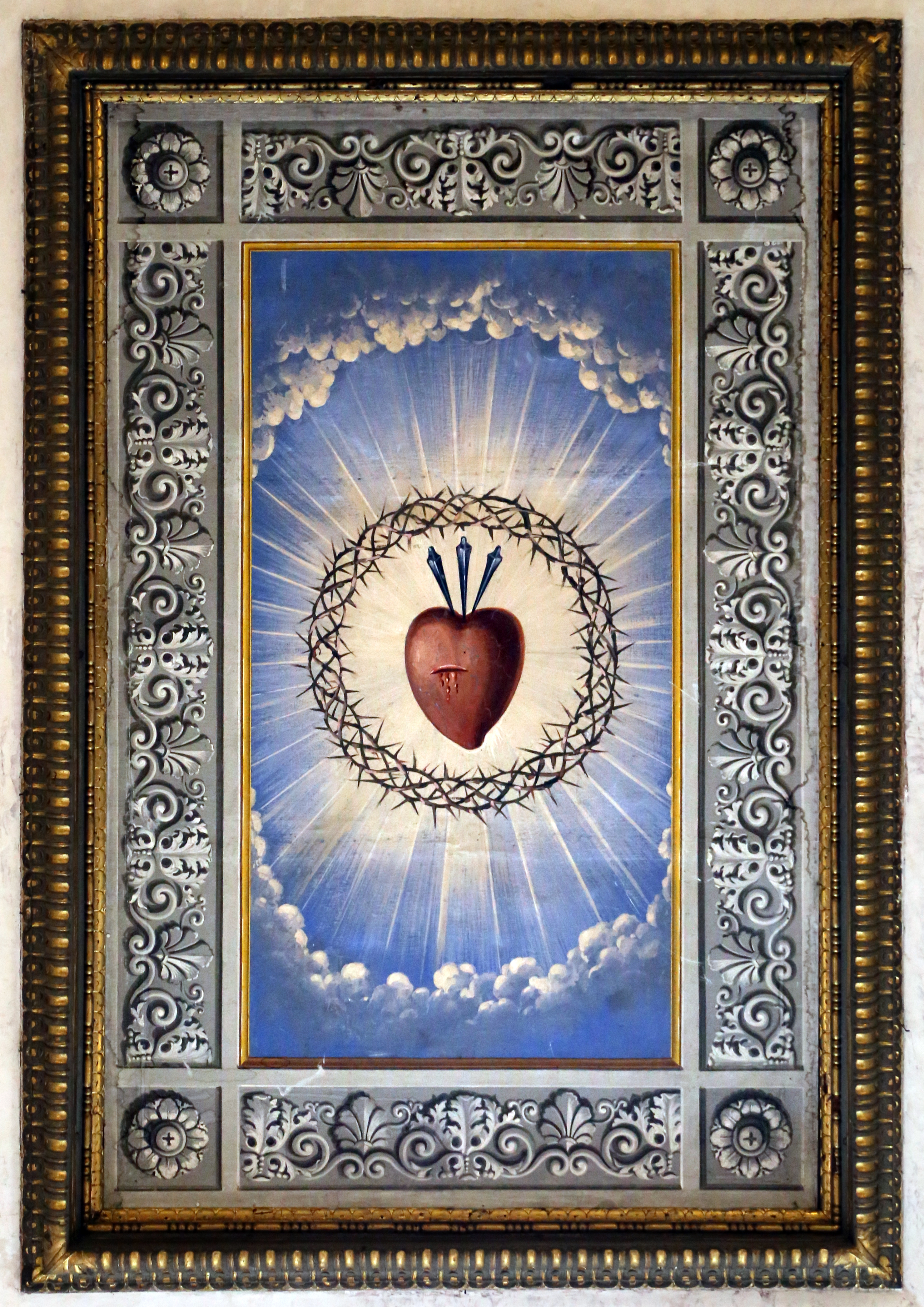
Lo stemma dell'arciconfraternita dei Vanchetoni

L'attività spirituale della confraternita era divisa in quattro "tornate", ed aveva regole dure e rigide. Le loro scuole erano aperte anche agli adulti ed esisteva anche una scuola del "noviziato", dove venivano formati i nuovi catechisti. Nella grande sala dell'oratorio tutte le domeniche si davano lezioni di catechismo ai ragazzi del quartiere.
A capo della congregazione era eletto un Guardiano a vita. L'attività simbolo della confraternita, divenuta nel frattempo arciconfraternita poiché a capo di altre sedi in Toscana (a Pistoia, Lucca, Volterra, Pisa) e in Emilia (a Modena), era la "cena dei cento poverelli", dal rigido cerimoniale: nel mercoledì che precede la sessagesima di Pasqua venivano invitati nella sede fiorentina cento poveri del quartiere, di età superiore ai cinquanta anni, e dopo essere stati rasati, rivestiti dell'abito della congregazione, confessati e comunicati, venivano fatti sedere ad un tavolo riccamente apparecchiato, dove consumavano una cena in silenzio mentre ascoltavano musica e letture cristiane.
Tale usanza di invitare a pranzo cento poveri rimase intatta fino all'inizio della seconda guerra mondiale, dopo la quale le attività caritatevoli diminuirono, fino ad arrestarsi negli anni settanta. Con le riforme degli anni cinquanta del cardinale Elia Dalla Costa inoltre l'insegnamento del catechismo venne riservato alle parrocchie. Oggi le finalità della confraternita sono essenzialmente quelle dell'edificazione spirituale dei suoi membri e delle opere di carità.

## Stemma
Lo stemma della confraternita mostra un cuore rosso in campo d'argento, ferito e sormontato da tre chiodi al naturale, disposti a raggiera e circondato dalla corona di spine.